# Губениці
Губениці (пол. Hubenice) — село в Польщі, у гміні Ґрембошув Домбровського повіту Малопольського воєводства.
Населення — 255 осіб (2011).
У 1975—1998 роках село належало до Тарновського воєводства.

## Демографія
Демографічна структура станом на 31 березня 2011 року:
|          | Загалом | Допрацездатний вік | Працездатний вік | Постпрацездатний вік |
| -------- | ------- | ------------------ | ---------------- | -------------------- |
| Чоловіки | 118     | 30                 | 72               | 16                   |
| Жінки    | 137     | 28                 | 81               | 28                   |
| Разом    | 255     | 58                 | 153              | 44                   |